# Palazzo Vilhena
Il Palazzo Vilhena, noto anche come Palazzo Magistrale e Palazzo Pretorio, è un palazzo che si trova a Mdina, oggi sede del Museo Nazionale di Storia Naturale di Malta.

## Storia
Il sito dove sorge il Palazzo Vilhena è stato abitato fin dall'antichità come dimostrano i resti di civiltà dell'età del bronzo rinvenuti nella zona. Nel VI secolo a.C. faceva parte di una grande città cartaginese fortificata che fu poi romanizzata dopo il 218 a.C. e nel VIII secolo sul luogo venne probabilmente costruito un forte bizantino, che nel medioevo si trasformò in un castello noto come Castellu di la Chitati. Nel XV secolo le mura interne del castello vennero demolite e negli anni Trenta del Cinquecento la parte restante venne trasformata in un palazzo dal Gran Maestro Philippe Villiers de L'Isle-Adam.
A seguito del terremoto di Sicilia del 1693 la struttura venne danneggiata e successivamente venne demolita per costruire la residenza estiva del Gran Maestro António Manoel de Vilhena. La costruzione del nuovo palazzo iniziò nel 1726 su progetto di Charles François de Mondion e venne completata nel 1728.
Nel 1837 il palazzo venne utilizzato come ospedale temporaneo durante un'epidemia di colera e nel giugno 1860 venne trasformato in sanatorio dall'esercito britannico. Nel 1890 l'ospedale venne temporaneamente chiuso e servì per breve tempo come caserma per poi esser chiuso definitivamente nel 1907. Nel 1909 venne quindi riaperto da Edoardo VII come ospedale per i malati di tubercolosi con il nome di Connaught Hospital, in onore del principe Arthur, duca di Connaught e Strathearn che aveva donato 800 sterline per l'acquisto di nuove attrezzature per l'ospedale. L'ospedale venne infine chiuso nel 1956.
Il 22 giugno 1973 il palazzo è stato inaugurato come Museo Nazionale di Storia Naturale e le sue collezioni comprendono campioni di flora e fauna, fossili, rocce, minerali e diorami che riproducono gli habitat maltesi.
L'edificio è stato inserito nell'elenco delle antichità del 1925.

## Architettura
Il Palazzo Vilhena presenta un cortile a forma di U circondato da logge che ricalcano la pianta del castello originario e contiene alcuni resti del palazzo cinquecentesco. La facciata centrale del palazzo contiene il portale principale fiancheggiato da colonne corinzie e sormontato da un rilievo in bronzo di De Vilhena e un altro stemma.
L'interno del palazzo ha una pianta irregolare, in netto contrasto con la regolarità e l'equilibrio dell'esterno, e con un cortile interno.
Palazzo Vilhena è collegato alla Corte Capitanale, costruita contemporaneamente al palazzo e anch'essa progettata da Mondion, che fungeva da tribunale di Mdina. Il collegamento al palazzo aveva una funzione simbolica che rappresentava che i tribunali erano sotto la giurisdizione dell'Ordine di San Giovanni.